# لیدا نانیان
لیدا بالابکی نانیان (ارمنی: Լիդա Բալաբեկի Նանյան؛ انگلیسی: Lida Nanyan؛ زادهٔ ۱۵ ژوئن ۱۹۴۸) اقتصاددان و سیاستمدار اهل ارمنستان است که از تاریخ ۱۲ ژوئیه ۲۰۰۷ تا تاریخ ۲۰ مه ۲۰۱۰سمت استانداری استان شیراک را برعهده داشت.

## زندگی‌نامه
وی در ۱۵ ژوئن ۱۹۴۸ در شهرستان گوی‌گول به دنیا آمد و از دانشگاه دولتی اقتصاد ارمنستان فارغ‌التحصیل گشت. 